# Mohamed Amiri Salimou
Mohamed Amiri Salimou est un officier général de l'Armée nationale de développement (AND) des Comores dont il était le chef d'état-major de juillet 2007 au 31 août 2010. Il est le premier saint-cyrien des Comores, de la promotion 1984 (promotion général Monclar), la même promotion que le chef d'état-major de l'Armée française, le général François Lecointre.
Il est également le premier général de toute l’histoire des Comores.

## Biographie
Né dans la ville d'Antsirabe à Madagascar, le 06 août  1962, il est envoyé très tôt aux Comores à Dzahadjou au sud de l’île de la Grande Comore. Après l’école primaire et le collège, il découvre le lycée de la capitale fédérale où il décroche son bac A. 
Service national oblige, il enseigne l'histoire dans un collège de sa région (Hambou), une passion qui va le suivre jusqu'à l'université: licence, maîtrise, DEA d'Histoire.
À la suite d'un concours, il intègre l'École spéciale militaire de Saint-Cyr en France dans la promotion Général Monclar (1984-87), avant de faire une année d'application à l'École de l'infanterie de Montpellier en 1988. 
En parallèle, il effectue une formation universitaire, obtenant une licence d'Histoire à la Sorbonne en 1987, et une maîtrise d'Histoire contemporaine à l'Université Paul-Valery-Montpellier III (1988). Il obtiendra en 1996 un DEA (Diplôme d'études approfondies, Master II aujourd’hui) à la même université
Il suit le cours des capitaines à Thiès au Sénégal (1993/94) et l'École d'état-major à Compiègne en France en 1999.
Il continue sa formation militaire supérieure à l'Université de la défense nationale de Pékin en Chine (cours supérieur de commandement) et au Naval Post-graduate School de Monterey, en Californie aux États-Unis (management de la défense).
Il est également:
- Diplômé de l'Asia Pacific Center for Security Studies (APCSS) en 2004.
- Auditeur du 9e FICA (Forum de l'IHEDN sur le continent africain) en 2008.
- Auditeur de la session en région de l'IHEDN (Institut des hautes études de défense nationale) à l'île de La Réunion en 2009.
- Diplômé du Centre de maintien de la paix (IPSTC) de Nairobi, Kenya (Cours international de maintien de la paix pour chefs de mission ou Senior Mission Leaders' Course) en 2007.
- Diplômé de l'Université des Nations unies pour la formation et la recherche (UNITAR) dans la domaine de la prévention des conflits.

Lors de son parcours militaire, il a alterné les postes opérationnels (chef de section et commandant de compagnie) avec les postes de direction (Directeur des études à l'ENFAG (École nationale des forces armées et de la Gendarmerie]), puis Directeur de l'ENFAG) et les postes d'état-major (chef du Bureau opérations et Instruction de la FCD, chef du Bureau opérations et formation de l'État-major) avant d'être nommé chef d'état-major adjoint de l'AND (Armée comorienne)en 2006 puis chef d'état-major en 2007.
En 1997, il a servi comme officier de liaison auprès de l'OMIC (Observation Mission in the Comoros), première mission d'observation de l'UA envoyée aux Comores à la suite du séparatisme sur l’île d'Anjouan ; il a également fait partie de la mission de ramassage des armes à Anjouan ou OMIC II du 21 décembre 2001 au 7 février 2002.
Il a été le Commandant de l'opération Démocratie aux Comores (menée par l'Armée comorienne appuyée par des forces de l'Union Africaine) qui a mis fin au séparatisme qui prévalait sur l’île d'Anjouan pendant une dizaine d'années. Il est nommé général après cette victoire sur les séparatistes, devenant ainsi le premier général comorien.
Il a joué un rôle actif dans la formation et l'opérationnalisation de l'EASF (East Africa Stand By Force ou Force en attente de l'Afrique de l'est) notamment en sa qualité de président du comité des chefs d'état-major de cette force de 2008 à 2010.
Le 31 août 2010, à la suite de l'affaire Combo (le meurtre du colonel Combo Ayouba), il est accusé, limogé et placé sans jugement en résidence surveillée. Le 2 novembre 2012, après plus de deux ans de détention, il est acquitté par la Cour d'assises de Moroni à l'unanimité du jury et libéré.
Il retourne en France où est installée une partie de sa famille, puis revient aux Comores pour se présenter à la présidentielle de 2016. Il échoue, et retourne à nouveau en France, en région parisienne.  
Il a suivi une formation de l’École de guerre économique de Paris (2017-2018) où il a obtenu un MBA (Master's of Business Administration) et le titre RNCP1 d'expert en Intelligence économique,. 
Il est également certifié en management de projets opérationnels (2021-2022) et en "création, reprise, gestion d'entreprises" (2023)
Le général Salimou est membre associé de la chaire « Réseaux et innovations » du Laboratoire de recherche en management (Larequoi) de l’Université de Versailles-Saint-Quentin-en-Yvelines
Le 9 novembre 2023, il est élevé au grade de Docteur en Sciences de gestion après avoir soutenu avec succès sa thèse sur "le management d'un réseau institutionnel par la confiance relationnelle..." à l'université de Versailles Saint Quentin en Yvelines (Paris Saclay).

## Distinctions, honneurs et décorations
- Chevalier de l'Ordre de l'Étoile d'Anjouan.
- Médaille de l'Opération Démocratie aux Comores.
- Médaille de l'UA pour participation à l'opération de désarmement à Anjouan dans le cadre de l'OMIC II.
- Commandeur dans l'Ordre de l'Étoile de la Grande Comore.
- Choisi par le journal comorien Al-Watwan parmi les personnalités de l'année, successivement en 2008 et 2009.